# (10728) Владимирфок
(10728) Владимирфок (лат. Vladimirfock) — типичный астероид главного пояса, открыт 4 сентября 1987 года советским астрономом Людмилой Журавлёвой в Крымской астрофизической обсерватории и 12 декабря 2008 года назван в честь физика-теоретика Владимира Фока.

## Обнаружение и именование
(10728) Владимирфок
Открыт 4 сентября 1987 года в Крымской астрофизической обсерватории Л. В. Журавлёвой.
Владимир Александрович Фок (1898—1974) был выдающимся русским физиком, автором классических работ по квантовой механике и электродинамике, общей теории относительности, распространению радиоволн и многочисленных работ по математической физике.
Оригинальный текст (англ.)10728 Vladimirfock
Discovered 1987 Sept. 4 by L. V. Zhuravleva at the Crimean Astrophysical Observatory.
Vladimir Alexandrovich Fock (1898—1974) was an outstanding Russian physicist, author of classical works in quantum mechanics and electrodynamics, general relativity, propagation of radio waves and of numerous works in mathematical physics.
Источники: 20081212/MPCPages.arc; M.P.C. 64562.

## Орбита

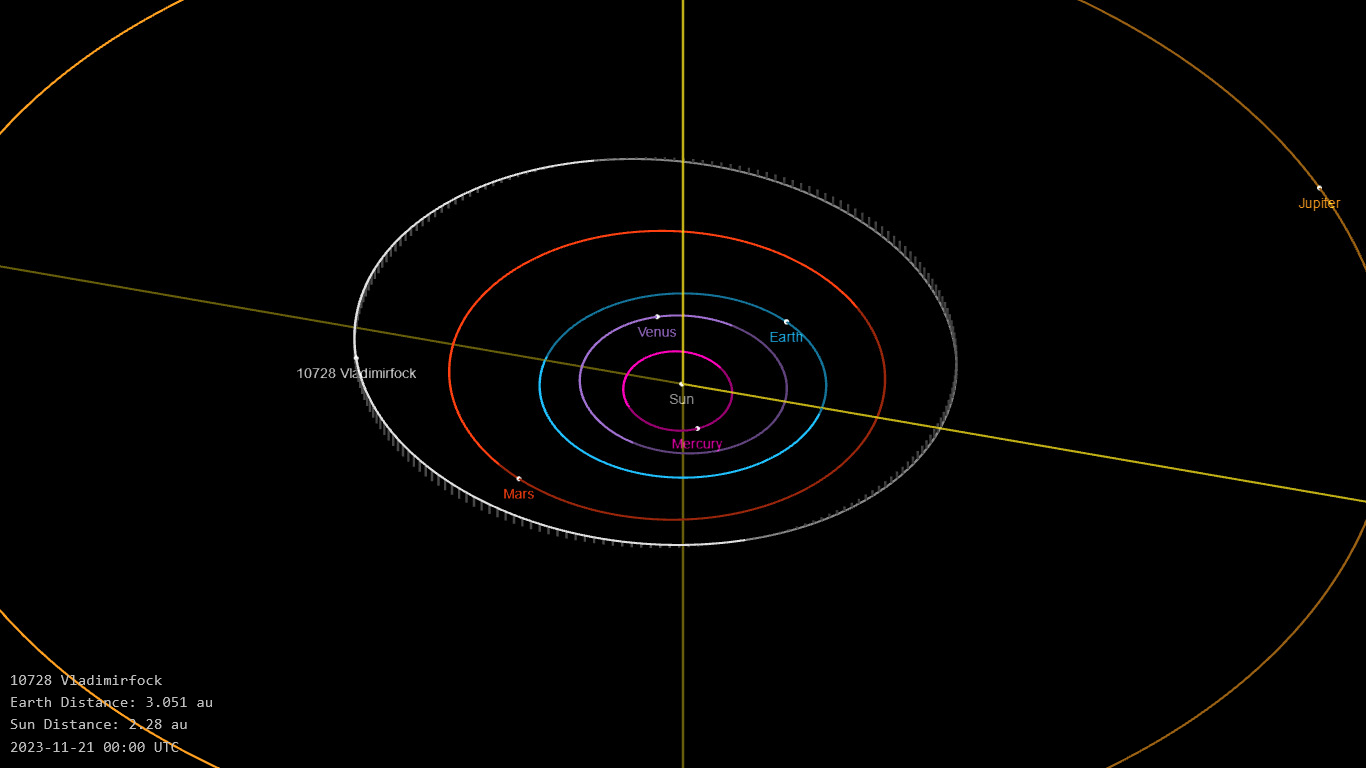
Орбита астероида Владимирфок и его положение в Солнечной системе

## Физические характеристики
Астероид относится к таксономическому классу S.
По результатам наблюдений в видимом и ближнем инфракрасном диапазоне космического телескопа NEOWISE диаметр астероида оценивался равным 3,214±0,128 км и 2,59±0,45 км. Согласно тем же источникам альбедо оценивается как 0,1710±0,0275, 0,29±0,13 и 0,171±0,027.